# Cashia
Cashia – rodzaj ameb należących do supergrupy Amoebozoa w klasyfikacji Cavaliera-Smitha.
Należą tutaj następujące gatunki:
- Cashia limacoides (Page, 1967) Page, 1974[3]